# Европски дан јеврејске културе
Европски дан јеврејске културе догађај је који се обележава у неколико европских земаља. Циљ овог дана је организовање активности везаних за јеврејску културу и њихово излагање јавности, са намером да открије културно-историјско наслеђе Јевреја. Активности координирају европска асоцијација за очување и промоцију јеврејске културе, европски савет јеврејских заједница, B'nai B'rith и мрежа јеврејских четврти у Шпанији. Циљ овог дана је промоција и подизање свести о јеврејској култури широм друштва у земљама у којима се овај догађај одржава, у уверењу да већа свест о култури, традицији и животу различитих заједница које живе у истим државама или градовима помаже људима да упознају другог и на тај начин јача комуникацију и дијалог између култура у земљи.

## Историја
Годишњи догађај је 1996. покренуо B'nai B'rith из Стразбура у француском департману Доња Рајна, заједно са локалном агенцијом за развој туризма. Сада укључује двадесет седам европских земаља, укључујући Турску и Украјину. Првобитни циљ дана био је омогућити приступ и на крају обновити давно напуштене синагоге архитектонске вредности попут Волфишеима, Вештофена, Пафенофена, Струта, Димерингена, Ингвилера или Макенхејма. Године 2000. створено је партнерство између B'nai B'rithа и других организација које тренутно учествују у организацији дневних догађаја.

## Активности
На европски дан јеврејске културе у многим европским земљама организују се изложбе, концерти, панел дискусије, предавања и излети. Разговара се о темама попут јеврејских четврти, суживота култура, изложби скулптура, слика, графика, музике и јеврејских верских предмета.

## Дани прославе
- 1999: 5. септембра
- 2000: 6. септембра
- 2001: 6. септембар — Јудаизам и уметност[7]
- 2002: 6. септембар — Јеврејски календар и прославе у уметности, музици и гастрономији
- 2003: 6. септембар — Пасха
- 2004: 6. септембар — Јудаизам и образовање
- 2005: 6. септембар — Наслеђе јеврејског кувања
- 2006: 6. септембар — Европски путеви јеврејског наслеђа
- 2007: 8. септембар — Сведочанства
- 2008: 4. септембар — Јеврејска музика
- 2009: 6. септембар — Јеврејске прославе и традиције
- 2010: 5–15. септембар — Уметност у јудаизму
- 2014: 14. септембар — Жене у јудаизму
- 2015: 6. септембар — Мостови
- 2016: 4. септембар — Јеврејски језици
- 2017: 3. септембар — Дијаспора